# Anoplognathus
Genre
Anoplognathus est un genre de scarabées originaire d'Australie faisant partie de la famille des scarabéidés et de l'ordre des coléoptères.
Il est appelé couramment « scarabée de Noël » (Christmas beetle) car c'est à cette période de l'année qu'il est de loin le plus abondant.
Long de 25 à 30 mm, c'est un nuisible qui s'attaque aux plantations d'Eucalyptus et qui, en nombre, peut y causer de sévères dégâts.

## Espèces
- Anoplognathus abnormis
- Anoplognathus aeneus
- Anoplognathus aureus
- Anoplognathus blackdownensis
- Anoplognathus boisduvalii
- Anoplognathus brevicollis
- Anoplognathus brunnipennis
- Anoplognathus chloropyrus
- Anoplognathus concolor
- Anoplognathus daemeli
- Anoplognathus flindersensis
- Anoplognathus hirsutus
- Anoplognathus macalpinei
- Anoplognathus macleayi
- Anoplognathus Montanus
- Anoplognathus multiseriatus
- Anoplognathus narmarus
- Anoplognathus nebulosus
- Anoplognathus olivieri
- Anoplognathus pallidicollis
- Anoplognathus parvulus
- Anoplognathus pindarus
- Anoplognathus porosus
- Anoplognathus prasinus
- Anoplognathus punctulatus
- Anoplognathus rhinastus
- Anoplognathus rothschildti
- Anoplognathus rubiginosus
- Anoplognathus rugosus
- Anoplognathus smaragdinus
- Anoplognathus suturalis
- Anoplognathus velutinus
- Anoplognathus viridiaeneus
- Anoplognathus viriditarsis